# 1941: Counter Attack
1941: Counter Attack (1941カウンターアタック?) è un videogioco del genere sparatutto a scorrimento verticale sviluppato nel 1990 da Capcom. Quarto titolo della serie iniziata con 1942, è ambientato un anno prima del capostipite della serie.
Al contrario dei titoli precedenti, 1941 è stato convertito solamente per SuperGrafx. Tale versione è inclusa nelle compilation Capcom Classics Collection per PlayStation 2, Xbox e PlayStation Portable.

## Trama
Il gioco è ambientato in Europa durante la seconda guerra mondiale. I velivoli degli Alleati (un Lockheed P-38 Lightning e un de Havilland DH.98 Mosquito) devono distruggere gli aerei, le navi e i veicoli corazzati dei nazisti.

## Modalità di gioco
Il gioco consiste nel guidare uno dei due aerei mentre sorvola un paesaggio in scorrimento verticale, affrontando aerei e navi nemiche. È possibile giocare in due contemporaneamente, in cooperazione. Ogni giocatore ha una sola vita ma può sopportare tre colpi.
È il più corto videogioco della serie, essendo composto da sei livelli. Sono presenti altrettanti boss, oltre a modifiche alle armi e ai power-up della serie.
In 1941 è possibile effettuare il loop consumando uno dei punti ferita: oltre alla temporanea immunità, l'attacco lancia un potente bombardamento. È inoltre possibile regolare la potenza di fuoco, caratteristica che verrà mantenuta nei futuri titoli della serie.
Il videogioco è considerato uno dei primi sparatutto a segnalare l'utilizzo del "continua" nel punteggio, incrementandolo di un'unità.